# 桑山哲也
桑山 哲也（くわやま てつや、1972年4月13日 - ）は、日本のアコーディオン奏者。北海道札幌市出身。血液型O型。所属事務所はホリプロ。

## 人物
父親の桑山真弓はアコーディオン奏者・作曲家。北海道放送専属バンドのリーダーを経て1965年に桑山音楽事務所を設立し、さっぽろ雪まつり公式イメージソング『雪まつりの歌』をはじめ北海道関連の曲を多数制作した。「NHKのど自慢」のテーマ曲なども演奏していた。この父の影響でアコーディオンを奏でるようになった。因みに姉も同番組で鐘（チューブラーベル）を鳴らしていた。
小学校6年生時の全日本アコーディオンコンクールに出場した際に後の師匠となるデデ・モンマルトルに楽屋に呼ばれ、「自分は30年日本に住んでいるが、弟子を全て断ってきた。君は教えたいと初めて思った。」と言われた。理由は「何かわからないけど教えたいと思った」とのことであった。中学より住み込み弟子となったため、日本で300人ほどいるボタン式クロマチック・アコーディオン奏者の中で唯一のベルギー式配列奏者となっている。
高校時代は徒歩暴走族であったという。
2005年4月29日、女優の藤田朋子と結婚。

## 出演番組
- 大竹まこと ゴールデンラジオ!（文化放送） - 金曜日、大竹サテライト
- 有吉ゼミ 秋の2時間祭（日本テレビ、2014年11月3日）
- 有吉ゼミ（日本テレビ、2014年7月28日）坂上忍、家を買う・横浜編＆ドケチ藤田夫妻の激安ポイントカード術&北海道物産展
- ナカイの窓（日本テレビ、2017年6月14日）楽器を弾く人スペシャル第2弾[4]
- いま行きたい!にっぽん・夏の鉄道旅（NHK-BS）2017年6月に収録、豪雨被害を受けた久大本線が全線運転再開したことを受けて2018年放映